# David E. Kelley
David Edward Kelley (ur. 4 kwietnia 1956 w Waterville, Maine) – amerykański scenarzysta, producent telewizyjny, kilkukrotny laureat nagrody Emmy i twórca znanych seriali telewizyjnych: Gdzie diabeł mówi dobranoc, Szpital Dobrej Nadziei, Kancelaria adwokacka, Ally McBeal, Boston Public i Orły z Bostonu.
Od 1993 roku mąż Michelle Pfeiffer.

## Filmografia
- 2008: Chasing Montana – scenarzysta (przedprodukcja)
- 1999: Mystery, Alaska – współscenarzysta, producent
- 1999: Aligator – Lake Placid – scenarzysta, producent
- 1996: Miłość z marzeń (To Gillian on Her 37th Birthday) – scenarzysta, producent
- 1987: Strzał z biodra (From the Hip) – scenarzysta

## Telewizja
| Premiera  | Tytuł                                    | Sieć TV | Rola                                                      | Status                     |
| --------- | ---------------------------------------- | ------- | --------------------------------------------------------- | -------------------------- |
| 2007–2008 | Life on Mars                             | ABC     | scenarzysta, producent                                    | przedprodukcja             |
| 2006–2007 | The Wedding Bells                        | Fox     | twórca, scenarzysta, producent                            | zawieszony po 7 odcinkach  |
| 2005–2006 | The Law Firm                             | NBC     | twórca, scenarzysta, producent                            | zawieszony po 2 odcinkach  |
| 2004–2005 | Orły z Bostonu                           | ABC     | twórca, scenarzysta, producent                            | zakończony w 2008          |
| 2003–2004 | The Brotherhood of Poland, New Hampshire | CBS     | twórca, scenarzysta, producent                            | zawieszony po 5 odcinkach  |
| 2002–2003 | girls club                               | Fox     | twórca, scenarzysta, producent                            | zawieszony po 2 odcinkach  |
| 2000–2001 | Boston Public                            | Fox     | twórca, scenarzysta, producent                            | zakończony w 2004          |
| 1999–2000 | Snoops                                   | Fox     | twórca, scenarzysta, producent, aktor                     | zawieszony po 10 odcinkach |
| 1999–2000 | Ally (sitcom)                            | Fox     | twórca, scenarzysta, producent                            | zawieszony po 10 odcinkach |
| 1997–1998 | Ally McBeal                              | Fox     | twórca, scenarzysta, producent                            | zakończony w 2002          |
| 1996–1997 | Kancelaria adwokacka                     | ABC     | twórca, scenarzysta, producent                            | zakończony w 2004          |
| 1994–1995 | Szpital Dobrej Nadziei                   | CBS     | twórca, scenarzysta, producent                            | zakończony w 2000          |
| 1992–1993 | Gdzie diabeł mówi dobranoc               | CBS     | twórca, scenarzysta, producent                            | zakończony w 1996          |
| 1989–1990 | Doogie Howser, lekarz medycyny           | ABC     | współtwórca (ze Stevenem Bochco), scenarzysta, konsultant | zakończony w 1993          |
| 1986–1987 | L.A. Law                                 | NBC     | scenarzysta, współproducent, konsultant                   | zakończony w 1994          |

## Nagrody
- Nagroda Emmy
  - L.A. Law: Gdzie diabeł mówi dobranoc
  - The Practice: Ally McBeal